# Flughafen Stewart International

i7
i11
i13
Der New York Stewart International Airport (IATA-Code: SWF, ICAO-Code: KSWF) ist ein internationaler Flughafen im Orange County im US-Bundesstaat New York. Er wird von der Port Authority of New York and New Jersey betrieben und unter der Bezeichnung Stewart Air National Guard Base auch militärisch genutzt.

## Lage und Verkehrsanbindung
Der New York Stewart International Airport befindet sich acht Kilometer westlich von Newburgh und sieben Kilometer nordwestlich von New Windsor. Das Flughafengelände liegt jeweils zum Teil auf den Gebieten der beiden Kleinstädte. Weitere bedeutende Orte in der Nähe sind das 17 Kilometer südöstlich gelegene West Point, Sitz der United States Military Academy, und das 27 Kilometer nordöstlich gelegene Poughkeepsie. Des Weiteren liegt New York City 88 Kilometer südlich des Flughafens.
Nördlich des New York Stewart International Airport verläuft die Interstate 84, östlich des Flughafens verläuft die Interstate 87. Das Passagierterminal ist über die New York State Routes 207 und 747 erreichbar. Die Basis der New York Air National Guard und einige andere Einrichtungen können über die New York State Route 17K erreicht werden.
Der New York Stewart International Airport wird durch den Stewart Airport Express mithilfe von Reisebussen mit New York City verbunden. Der nächstgelegene Bahnhof befindet sich zehn Kilometer östlich des Flughafens in Beacon, auf der anderen Seite des Hudson River und wird von Shuttlebussen angefahren. Der Bahnhof wird ausschließlich von Zügen der Metro-North Railroad bedient.

## Geschichte
Das Land, auf dem sich der heutige Flughafen befindet, wurde 1930 von der Familie Stewart an die Stadt Newburgh (City, New York) verkauft, diese errichtete auf dem Gelände einen Flughafen. Die Stadt verkaufte den Flughafen 1934 wiederum für einen US-Dollar an die Regierung. 1939 wurde schließlich von der West Point Military Academy ein militärisches Flugfeld eröffnet und zur Pilotenausbildung genutzt. 1948 wurde das Flugfeld zur Stewart Air Force Base.

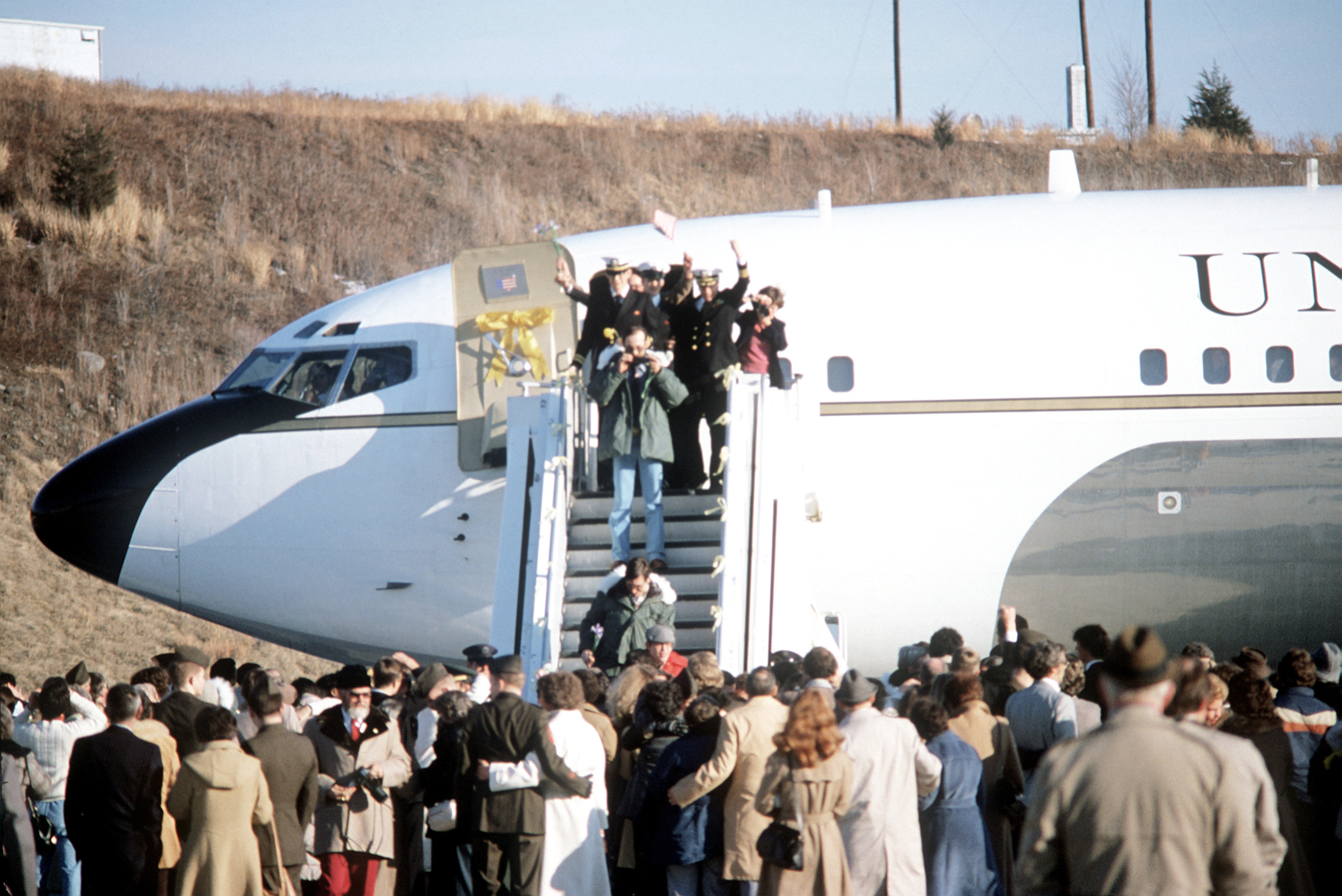
Ankunft der ehemaligen Geiseln der Geiselnahme von Teheran

Bereits 1970 wurde die Basis deaktiviert und vom Bundesstaat New York gekauft. Nachdem die Start- und Landebahn 09/27 im Jahr 1980 auf die heutige Länge von 3602 Metern erweitert wurde, siedelten sich in den 1980er Jahren die ersten Unternehmen am Flughafen an. Im Jahr 1981 wurden die ehemaligen Geiseln der Geiselnahme von Teheran über die Stewart Air Force Base zurück in die Vereinigten Staaten gebracht. Seit 1983 verfügt die New York Air National Guard über eine Basis am östlichen Ende des Flughafens. 1989 wurde ein Frachtterminal eröffnet und der United States Postal Service errichtete ein Postverteilzentrum. Die ersten Linienflüge wurden 1990 von American Airlines angeboten. Am 31. März 2000 wurde der damals als Stewart International Airport bezeichnete Flughafen zum ersten privat betriebenen kommerziellen Flughafen in den USA, als die National Express Group den Zuschlag für einen Pachtvertrag mit einer Laufzeit von 99 Jahren erhielt. 2006 wurde ein neuer Kontrollturm errichtet. Die Port Authority of New York and New Jersey übernahm den Flughafen am 1. November 2007, für die restlichen 93 Jahre des Pachtvertrages zahlte man der National Express Group 78,5 Millionen US-Dollar.
Im Juni 2017 begann Norwegian Air International, Transatlantikflüge zum Stewart International Airport anzubieten, zwischenzeitlich wurden fünf verschiedene Ziele in Europa angeflogen. Im nächsten Jahr hatte Norwegian Air bereits den größten Marktanteil am Stewart International Airport. Am 5. Januar 2018 wurde ein Airbus A380 aufgrund eines Schneesturms auf den Flughafen umgeleitet. Am 15. Februar 2018 kündigte die Port Authority of New York and New Jersey an, mehrere Millionen US-Dollar in die Einrichtungen der United States Customs and Border Protection am Flughafen investieren zu wollen. Die Behörde kündigte am 21. Februar 2018 außerdem an, den Stewart International Airport umbenennen zu wollen. Die formelle Umbenennung in New York Stewart International Airport erfolgte am 29. Juni 2018.
Im September 2019 stellte Norwegian Air die Transatlantikflüge ein. Seit Juni 2022 werden wieder internationale Flüge zum New York Stewart International Airport angeboten, diese werden von PLAY durchgeführt.
In der Sommersaison 2023 und 2024 gab es den Versuch eine Direktverbindung zu den Faroer Inseln zu etablieren. Atlantic Airways flog seit dem 22. August 2023 einmal wöchentlich die Strecke Flughafen Vágar zum Flughafen Stewart International. Die Route wurde zum 17. September 2024 wieder eingestellt.
Im September und Oktober 2023 hat Eurowings Discover vier Charterflüge direkt von Frankfurt am Main aus durchgeführt. Dem Portal Aeroroutes nach wollte Eurowings mit den vier Flügen den Markt für eine Direktverbindung zum New Yorker Flughafen Stewart International testen.
Seit Februar 2024 bietet Breeze Airways Flüge nach South Carolina und Florida an.

## Flughafenanlagen

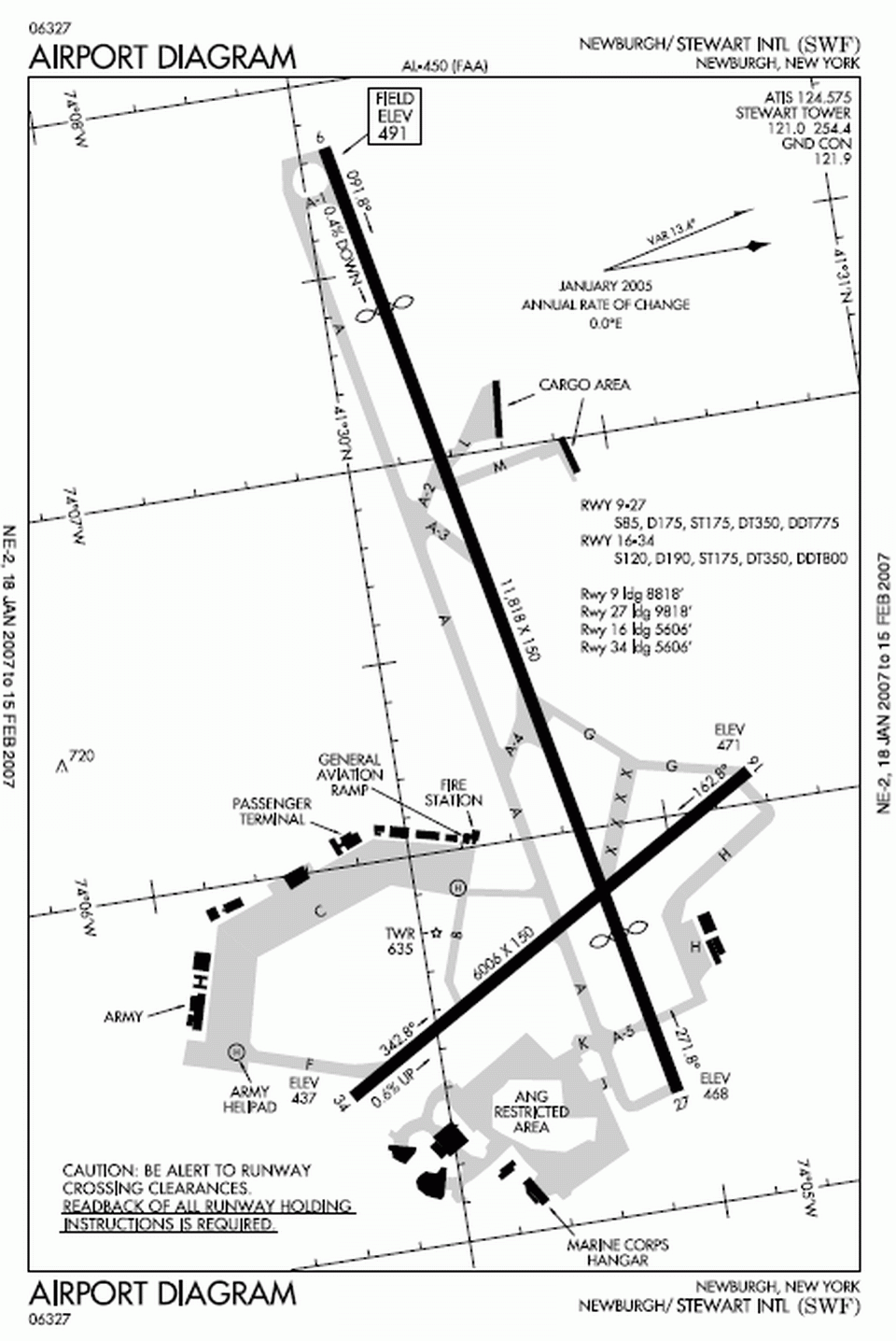
Flughafendiagramm

Der New York Stewart International Airport erstreckt sich über eine Fläche von 971 Hektar.

### Start- und Landebahnen
Der New York Stewart International Airport verfügt über zwei Start- und Landebahnen. Die Hauptbahn 09/27 ist 3.602 m lang und 46 m breit. Sie ist in beide Richtungen mit Instrumentenlandesystemen ausgestattet. Die zweite Bahn 16/34 ist 1.830 m lang und 46 m breit. Daneben verfügt der Flughafen über einen 12 mal 12 m großen Hubschrauberlandeplatz mit der Bezeichnung H1. Die Start- und Landebahnen und der Heliport sind mit einem Belag aus Asphalt ausgestattet.

### Terminal
Der New York Stewart International Airport verfügt über ein Passagierterminal mit sieben Flugsteigen und Fluggastbrücken. Es befindet sich am südlichen Vorfeld des Flughafens. Im November 2020 wurde ein neues, knapp 1900 m² großes Terminal für die Ankunft internationaler Flüge fertig gestellt.

### Militär
Die New York Air National Guard nutzt den Flughafen als Stewart Air National Guard Base. Sie verfügt über ein eigenes Vorfeld, Hangars und andere Einrichtungen am östlichen Ende des Flughafens. Auf der Basis ist das 105th Airlift Wing stationiert, dieses setzt unter anderem mehrere Boeing C-17 ein. Daneben war dort auch das Marine Aerial Refueler Transport Squadron 452 (VMGR-452) des United States Marine Corps stationiert, dieses setzte verschiedene Versionen der Lockheed KC-130 ein. Es wurde jedoch am 2. Dezember 2022 deaktiviert.
Außerdem verfügt das United States Army 2nd Aviation Detachment über Hangars und Hubschrauberlandeplätze am Südende des südlichen Vorfelds. Die Einheit ist mit dem Airbus Helicopters UH-72A Lakota ausgestattet.

### Sonstige Einrichtungen
Der Kontrollturm befindet sich an der nordöstlichen Seite des Flughafengeländes.
Das Frachtterminal des New York Stewart International Airport befindet sich an der nordwestlichen Seite des Flughafens, nördlich der Start- und Landebahn 09/27.

## Flugziele (Passagierflüge)
| Ziel                              | Fluggesellschaft              | Bemerkungen      |
| --------------------------------- | ----------------------------- | ---------------- |
| South Carolina Myrtle Beach       | Allegiant Air                 | Saisonal         |
| South Carolina Charleston         | Breeze Airways                | Saisonal         |
| Georgia Savannah                  | Allegiant Air                 | Saisonal         |
| Florida Orlando/Sanford           | Allegiant Air, Breeze Airways |                  |
| Florida Punta Gorda               | Allegiant Air                 |                  |
| Florida St. Petersburg/Clearwater | Allegiant Air                 |                  |
| Florida Fort Myers                | Breeze Airways                | Saisonal         |
| Florida Vero Beach                | Breeze Airways                | ab November 2024 |
| Reykjavík–Keflavík                | PLAY                          |                  |

## Verkehrszahlen
| Verkehrszahlen des New York Stewart International Airport 1994–2022 | Verkehrszahlen des New York Stewart International Airport 1994–2022 | Verkehrszahlen des New York Stewart International Airport 1994–2022 | Verkehrszahlen des New York Stewart International Airport 1994–2022 | Verkehrszahlen des New York Stewart International Airport 1994–2022 | Verkehrszahlen des New York Stewart International Airport 1994–2022 |
| Jahr                                                                | Fluggastaufkommen                                                   | Fluggastaufkommen                                                   | Fluggastaufkommen                                                   | Luftfracht (Tonnen) (mit Luftpost)                                  | Flugbewegungen                                                      |
| Jahr                                                                | National                                                            | International                                                       | Gesamt                                                              | Luftfracht (Tonnen) (mit Luftpost)                                  | Flugbewegungen                                                      |
| ------------------------------------------------------------------- | ------------------------------------------------------------------- | ------------------------------------------------------------------- | ------------------------------------------------------------------- | ------------------------------------------------------------------- | ------------------------------------------------------------------- |
| 2024                                                                | 143.379                                                             | 108.191                                                             | 251.570                                                             | 23.746                                                              | 25.260                                                              |
| 2023                                                                | 150.762                                                             | 101.293                                                             | 252.055                                                             | 24.633                                                              | 28.323                                                              |
| 2022                                                                | 244.664                                                             | 53.287                                                              | 297.951                                                             | 48.870                                                              | 28.197                                                              |
| 2021                                                                | 135.144                                                             | 0                                                                   | 135.144                                                             | 47.879                                                              | 25.951                                                              |
| 2020                                                                | 97.392                                                              | 0                                                                   | 97.392                                                              | 51.912                                                              | 22.513                                                              |
| 2019                                                                | 366.124                                                             | 159.591                                                             | 525.715                                                             | 37.579                                                              | 33.222                                                              |
| 2018                                                                | 366.130                                                             | 324.281                                                             | 690.411                                                             | 20.690                                                              | 32.542                                                              |
| 2017                                                                | 307.621                                                             | 141.077                                                             | 448.698                                                             | 18.900                                                              | 34.787                                                              |
| 2016                                                                | 275.421                                                             | 0                                                                   | 275.421                                                             | 17.585                                                              | 37.299                                                              |
| 2015                                                                | 281.551                                                             | 0                                                                   | 281.551                                                             | 15.096                                                              | 37.835                                                              |
| 2014                                                                | 309.357                                                             | 0                                                                   | 309.357                                                             | 14.073                                                              | 36.881                                                              |
| 2013                                                                | 320.682                                                             | 0                                                                   | 320.682                                                             | 15.868                                                              | 38.905                                                              |
| 2012                                                                | 364.848                                                             | 0                                                                   | 364.848                                                             | 17.325                                                              | 42.157                                                              |
| 2011                                                                | 412.053                                                             | 1.601                                                               | 413.654                                                             | 14.840                                                              | 46.530                                                              |
| 2010                                                                | 394.902                                                             | 0                                                                   | 394.902                                                             | 11.734                                                              | 47.047                                                              |
| 2009                                                                | 390.065                                                             | 0                                                                   | 390.065                                                             | 9.757                                                               | 44.571                                                              |
| 2008                                                                | 789.307                                                             | 0                                                                   | 789.307                                                             | 16.077                                                              | 72.643                                                              |
| 2007                                                                | 913.927                                                             | 0                                                                   | 913.927                                                             | 16.723                                                              | 87.179                                                              |
| 2006                                                                | 309.777                                                             | 144                                                                 | 309.921                                                             | 16.321                                                              | 83.218                                                              |
| 2005                                                                | 398.214                                                             | 6                                                                   | 398.220                                                             | 23.711                                                              | 11.736                                                              |
| 2004                                                                | 510.563                                                             | 0                                                                   | 510.563                                                             | 20.950                                                              | 11.978                                                              |
| 2003                                                                | 400.464                                                             | 375                                                                 | 400.839                                                             | 13.254                                                              | 9.940                                                               |
| 2002                                                                | 227.834                                                             | 0                                                                   | 227.834                                                             | 19.027                                                              | 7.735                                                               |
| 2001                                                                | 283.960                                                             | 125                                                                 | 284.085                                                             | 32.422                                                              | 6.956                                                               |
| 2000                                                                | 402.419                                                             | 228                                                                 | 402.647                                                             | 19.984                                                              | 9.215                                                               |
| 1999                                                                | 362.143                                                             | 336                                                                 | 362.479                                                             | 185                                                                 | 7.251                                                               |
| 1998                                                                | 518.097                                                             | 350                                                                 | 518.447                                                             | 522                                                                 | 7.300                                                               |
| 1997                                                                | 719.188                                                             | 6                                                                   | 719.194                                                             | 1.514                                                               | 10.077                                                              |
| 1996                                                                | 730.026                                                             | 6                                                                   | 730.032                                                             | 1.644                                                               | 11.577                                                              |
| 1995                                                                | 709.628                                                             | 4.314                                                               | 713.942                                                             | 1.818                                                               | 12.530                                                              |
| 1994                                                                | 689.964                                                             | 4.682                                                               | 694.646                                                             | 1.625                                                               | 9.341                                                               |

| Ranking der Passagierfluggesellschaften (2022) | Ranking der Passagierfluggesellschaften (2022) | Ranking der Passagierfluggesellschaften (2022) | Ranking der Passagierfluggesellschaften (2022) |
| Rang                                           | Fluggesellschaft                               | Passagiere                                     | Prozentanteil                                  |
| ---------------------------------------------- | ---------------------------------------------- | ---------------------------------------------- | ---------------------------------------------- |
| 1                                              | Frontier Airlines                              | 128.788                                        | 43,22 %                                        |
| 2                                              | Allegiant Air                                  | 115.876                                        | 38,89 %                                        |
| 3                                              | Play                                           | 53.287                                         | 17,88 %                                        |

| Ranking der Frachtfluggesellschaften (2022) | Ranking der Frachtfluggesellschaften (2022) | Ranking der Frachtfluggesellschaften (2022) | Ranking der Frachtfluggesellschaften (2022) |
| Rang                                        | Fluggesellschaft                            | Fracht (Tonnen)                             | Prozentanteil                               |
| ------------------------------------------- | ------------------------------------------- | ------------------------------------------- | ------------------------------------------- |
| 1                                           | FedEx                                       | 12.757                                      | 56,92 %                                     |
| 2                                           | UPS Airlines                                | 8.403                                       | 37,49 %                                     |
| 3                                           | Kalitta Air                                 | 1.254                                       | 5,59 %                                      |

### Verkehrsreichste Strecken
| Verkehrsreichste nationale Strecken ab Newburgh (2022) | Verkehrsreichste nationale Strecken ab Newburgh (2022) | Verkehrsreichste nationale Strecken ab Newburgh (2022) | Verkehrsreichste nationale Strecken ab Newburgh (2022) |
| Rang                                                   | Stadt                                                  | Passagiere                                             | Fluggesellschaft                                       |
| ------------------------------------------------------ | ------------------------------------------------------ | ------------------------------------------------------ | ------------------------------------------------------ |
| 01                                                     | Orlando, Florida                                       | 28.880                                                 | Frontier (eingestellt)                                 |
| 02                                                     | St. Petersburg, Florida                                | 16.950                                                 | Allegiant                                              |
| 03                                                     | Punta Gorda, Florida                                   | 14.690                                                 | Allegiant                                              |
| 04                                                     | Tampa, Florida                                         | 13.600                                                 | Frontier (eingestellt)                                 |
| 05                                                     | Myrtle Beach, South Carolina                           | 11.990                                                 | Allegiant                                              |
| 06                                                     | Orlando-Sanford, Florida                               | 11.320                                                 | Allegiant                                              |
| 07                                                     | Fort Lauderdale, Florida                               | 9.790                                                  | Frontier (eingestellt)                                 |
| 08                                                     | Atlanta, Georgia                                       | 8.210                                                  | Frontier (eingestellt)                                 |
| 09                                                     | Savannah, Georgia                                      | 2.920                                                  | Allegiant                                              |
| 10                                                     | Raleigh/Durham, North Carolina                         | 2.400                                                  | Frontier (eingestellt)                                 |